# Hausberge
Hausberge ist der zentrale Stadtteil der Stadt Porta Westfalica im Kreis Minden-Lübbecke. Hausberge zählt 5138 Einwohner.

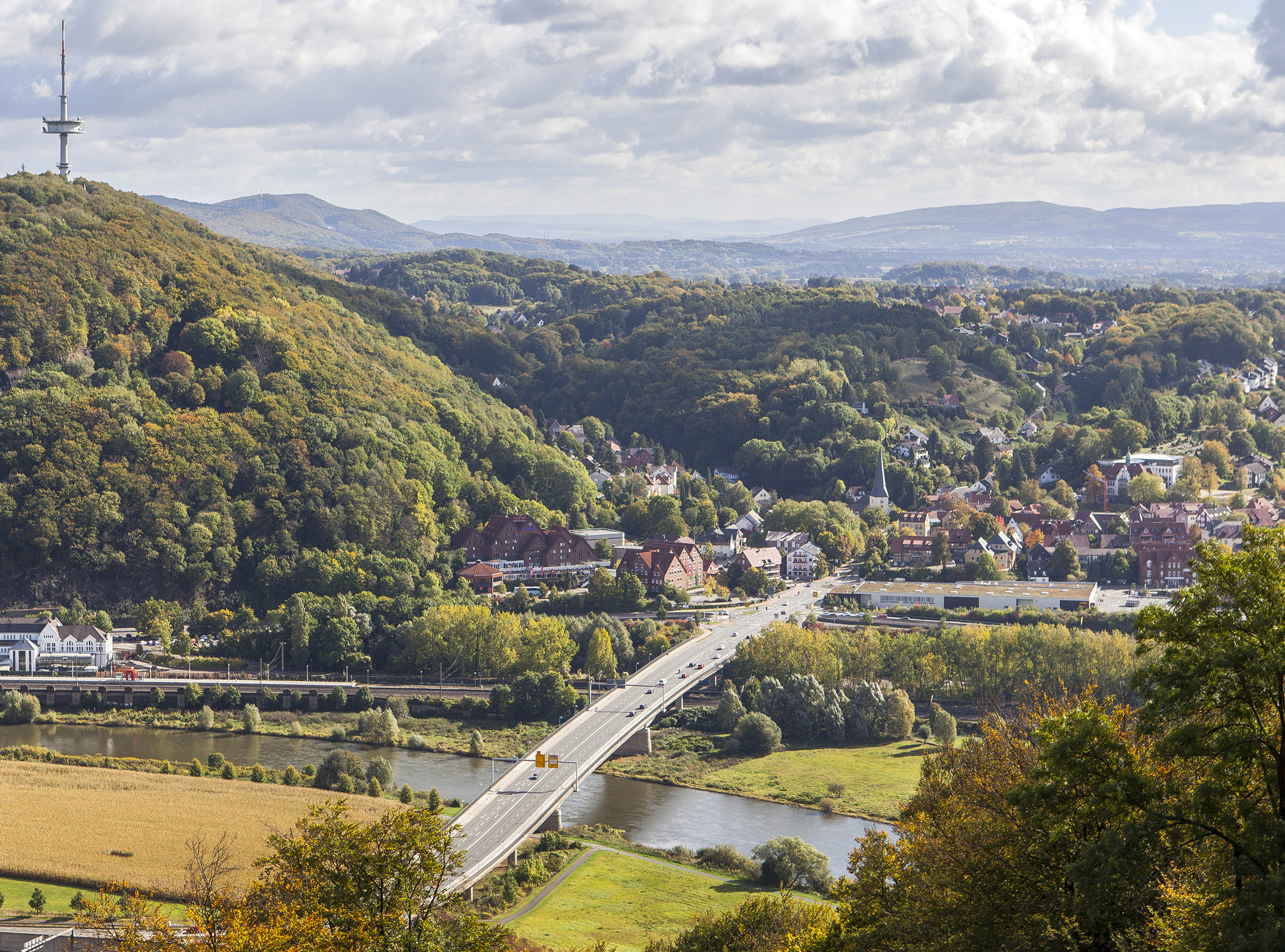
Blick auf Hausberge vom Kaiser-Wilhelm-Denkmal

## Geschichte
Die erste bekannte Ansiedlung an diesem Ort datiert aus dem Jahr 1098, als die Schalksburg urkundlich erwähnt wurde. Um diese herum entwickelte sich der heutige Stadtkern von Porta Westfalica. Erstmals im Jahre 1353 wurden auch Burgleute bekundet, die in der nunmehr „Haus zum Berge“ genannten Burg residierten. Die umgebende Siedlung wurde mit der Zeit nach der Burg „Hausberge“ genannt. Im 14. und 15. Jahrhundert existierte in Hausberge das Kollegiatstift St. Walburga. Die Marktrechte wurden 1618, die Stadtrechte 1720 verliehen.

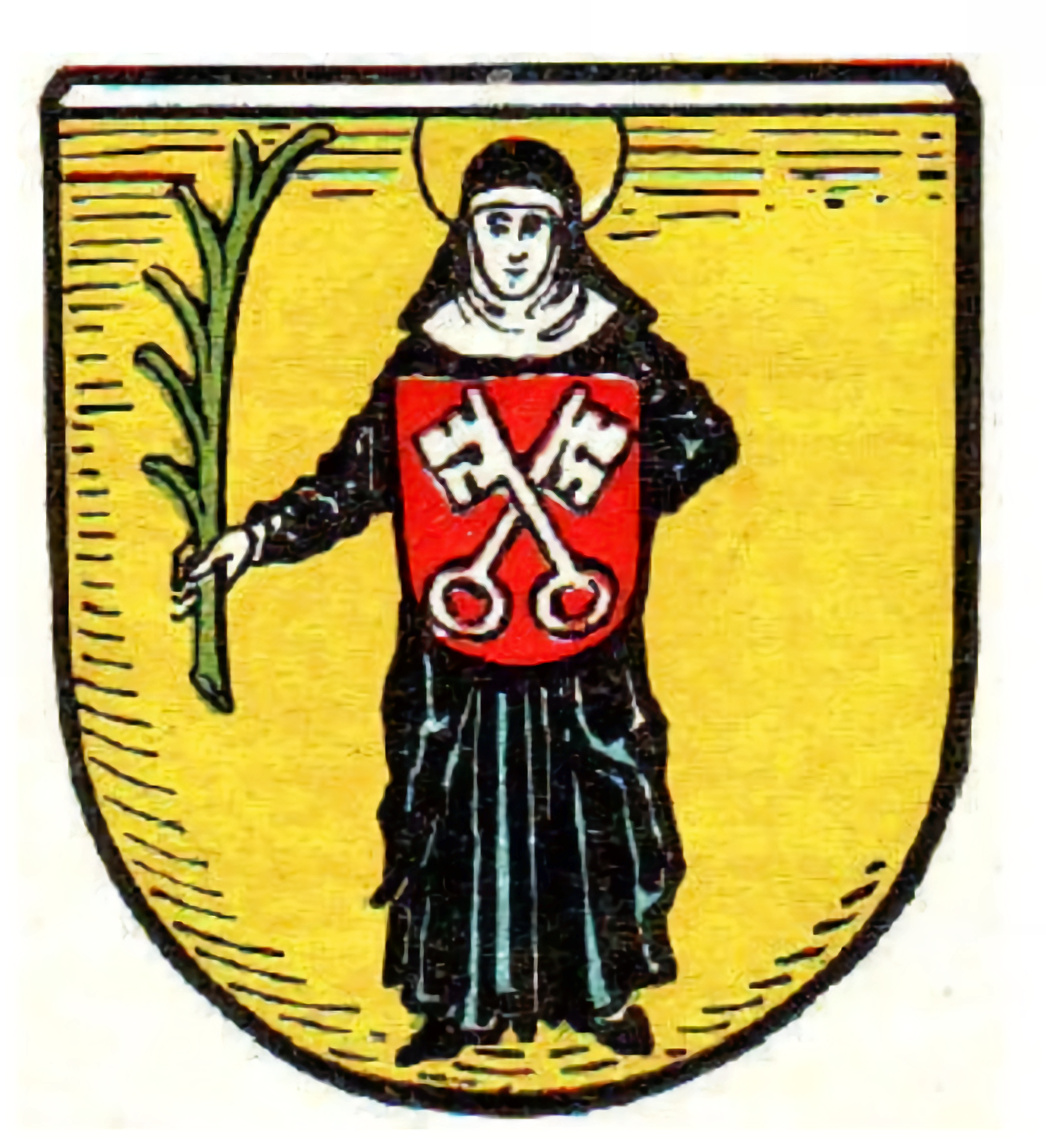
Heilige Walburga im Stadtwappen 1621–1939

Von 1621 bis 1939 zeigte das städtische Wappen und Siegel die Heilige Walburga. Die darauf abgebildeten gekreuzten Schlüssel verweisen auf die Zugehörigkeit der Stadt zum Hochstift Minden.
Hausberge gehörte bis zu den Napoleonischen Kriegen zur Vogtei Landwehr im Amt Hausberge des Fürstentums Minden. Von 1807 bis 1813 war die Stadt der Sitz des Kantons Hausberge im napoleonischen Satellitenstaat Königreich Westphalen. Die Stadt kam 1816 zum neuen Kreis Minden und war bis zum 31. Dezember 1972 Sitz der Amtsverwaltung des Amtes Hausberge. Seit den 1930er Jahren lautete der amtliche Name der Stadt Hausberge an der Porta.
Im Rahmen der Gebietsreform wurde am 1. Januar 1973 durch das Bielefeld-Gesetz vom 2. Oktober 1972 die Stadt Porta Westfalica gegründet, in die Hausberge an der Porta mit 5,83 km2 und 4447 Einwohnern eingegliedert wurde. Damit wurde eine Landschaftsbezeichnung auf eine Stadt übertragen. Der Name Porta Westfalica stammt aus dem 18. Jahrhundert, als die lateinische und französische Sprache bei den Adeligen in Mode war. Porta Westfalica („Westfälische Pforte“) bezeichnet den Durchbruch der Weser zwischen Weser- und Wiehengebirge.

## Gedenkstätte

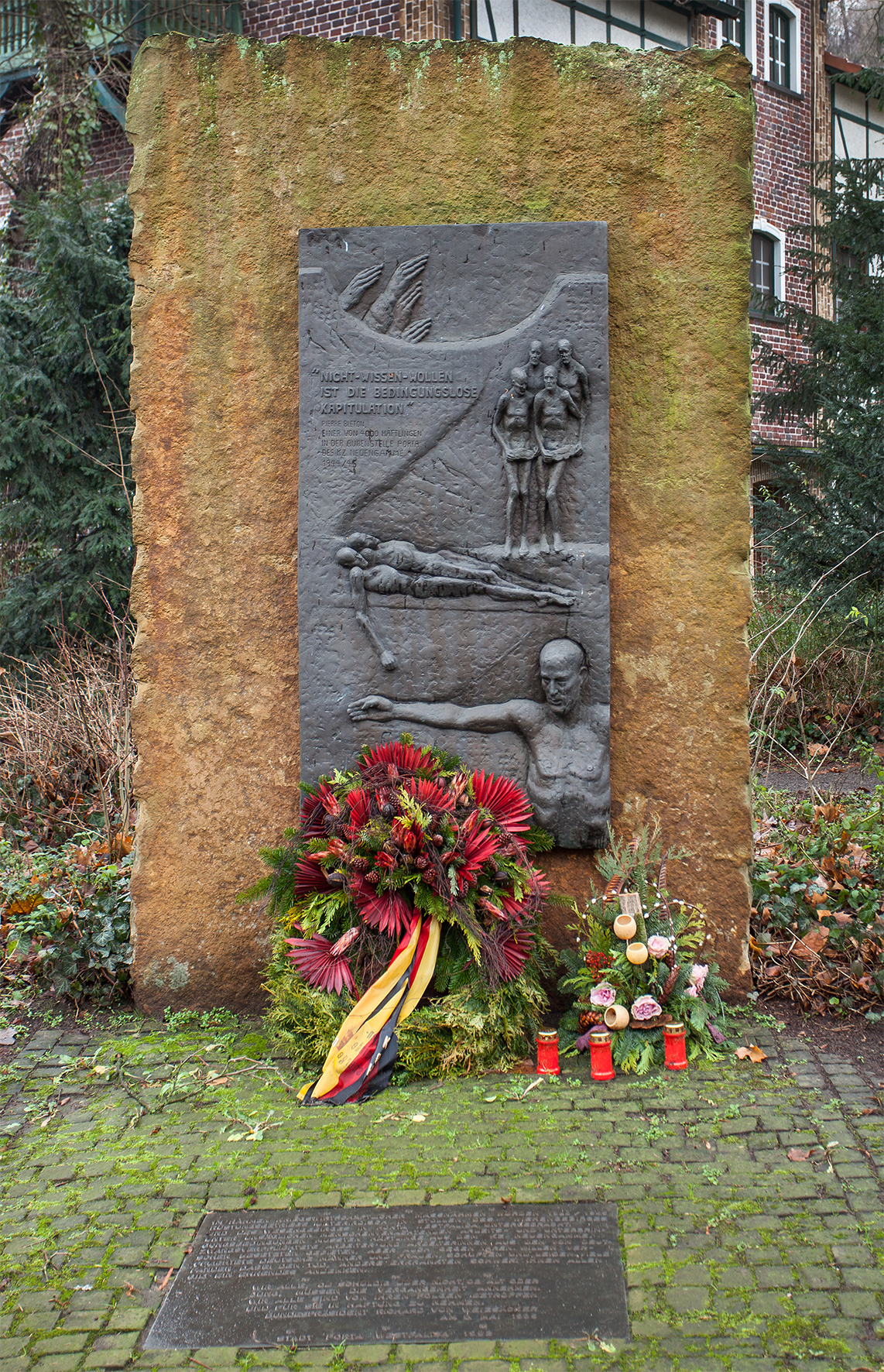
Gedenktafel, KZ-Außenlager Porta Westfalica

Ab Mitte Februar 1945 beschäftigte die Firma Philips in Porta Westfalica in einem der drei Lager Hausberge etwa 1000 weibliche KZ-Häftlinge, meist ungarische und niederländische Jüdinnen. Sie kamen aus dem KZ Auschwitz, dem Frauenaußenlager Horneburg des KZ Neuengamme und dem Frauenaußenlager Reichenbach des KZ Groß-Rosen. Im Rahmen der U-Verlagerung „Stöhr I“ hatte die Firma seit Anfang Oktober 1944 den oberen Stollen des Jakobsberges mit Produktionsanlagen zur Fertigung von Wehrmachtsnachrichtengeräten vorbereitet. Die Frauen kamen in zwei Gruppen in das Lager. Im Jakobsberg wurden sie bei der Produktion von Elektronenröhren und Glühlampen eingesetzt. Am 1. April 1945 wurde das Lager geräumt. Es folgte eine tagelange Irrfahrt in Richtung Norden. Einige der Frauen erreichten das Außenlager Salzwedel, wo sie am 14. April von US-amerikanischen Truppen befreit wurden. Andere kamen über die Außenlager Fallersleben und Beendorf nach Hamburg, wo sie Ende April/Anfang Mai 1945 befreit wurden. Lagerführer war nach Angaben Überlebender ein SS-Unterscharführer Brose. Obgleich sich in den 1980er-Jahren Historiker und Schülerinitiativen für die Geschichte der Außenlager in Porta Westfalica zu interessieren begannen, brachte die Stadt Porta Westfalica erst nach langen öffentlichen Auseinandersetzungen 1992 im Stadtteil Hausberge eine Gedenktafel an, die an die 4000 Internierten in Porta Westfalica erinnern. Dazu gehören, neben den KZ-Häftlingen aus Hausberge, auch mindestens 31 Häftlinge aus dem Lager Lerbeck der Firma Beton Weber. Diese produzierte bis 1944 fast ausschließlich für die Sonderbauvorhaben in Porta Westfalica und Umgebung. Für die Bauvorhaben im Jakobsberg mussten beispielsweise die extrem hoch ausgebrochenen Stollen mit Zwischendecken aus Stahlbeton ausgestattet werden. Mit der Fertigung dieser Zwischendecken wurde die Firma Weber beauftragt, da der führende Bauleiter sie für die SS-Bauvorhaben an der Porta, Regierungsrat Wennign, als am geeignetsten für diesen Auftrag erachtete. Das Lager mit den größten Strukturen befand sich in Barkhausen im Hotel Kaiserhof. Am 19. März 1944 brachte man zum Zwecke der Konzentration von Arbeitskräften in der unmittelbaren Nähe der geplanten SS-Bauvorhaben die ersten Häftlinge im Hotel Kaiserhof unter, dessen großer Saal für diesen Zweck hergerichtet wurde. Am 31. März 1944 wurden weitere 40 Häftlinge aus Buchenwald sowie in den Monaten April bis Juli 1944 nochmals eine größere Zahl aus dem Stammlager Neuengamme in das Außenlager nach Porta gebracht. Durch einen Transport aus Sachsenhausen stieg die Anzahl der Häftlinge auf insgesamt 1000 an. Im September wurde nochmals eine größere Anzahl von Dänen aus dem Stammlager in Neuengamme an die Porta transportiert. Nach der Evakuierung des Lagers in Lengerich im März 1945 erreichte die Anzahl der Häftlinge ihren Höchststand von 1600. Das Lager in Barkhausen hatte die meisten Todesfälle, unter anderem durch Exekutionen, zu verzeichnen. Die Staatsanwaltschaft Köln bestätigte 1963 400 bis 550 Tote. Den Anstoß für die Gedenktafel gaben französische Überlebende des Lagers Barkhausen. Die Gedenktafel enthält die Aufschrift: „Nicht wissen wollen ist die bedingungslose Kapitulation“. Am Ort des ehemaligen Frauenaußenlagers Porta Westfalica-Hausberge ist bis heute kein Erinnerungszeichen angebracht worden. Ende 2009 hat sich der Verein KZ-Gedenk- und Dokumentationsstätte Porta Westfalica gegründet und setzt sich seitdem aktiv gegen das Vergessen ein.

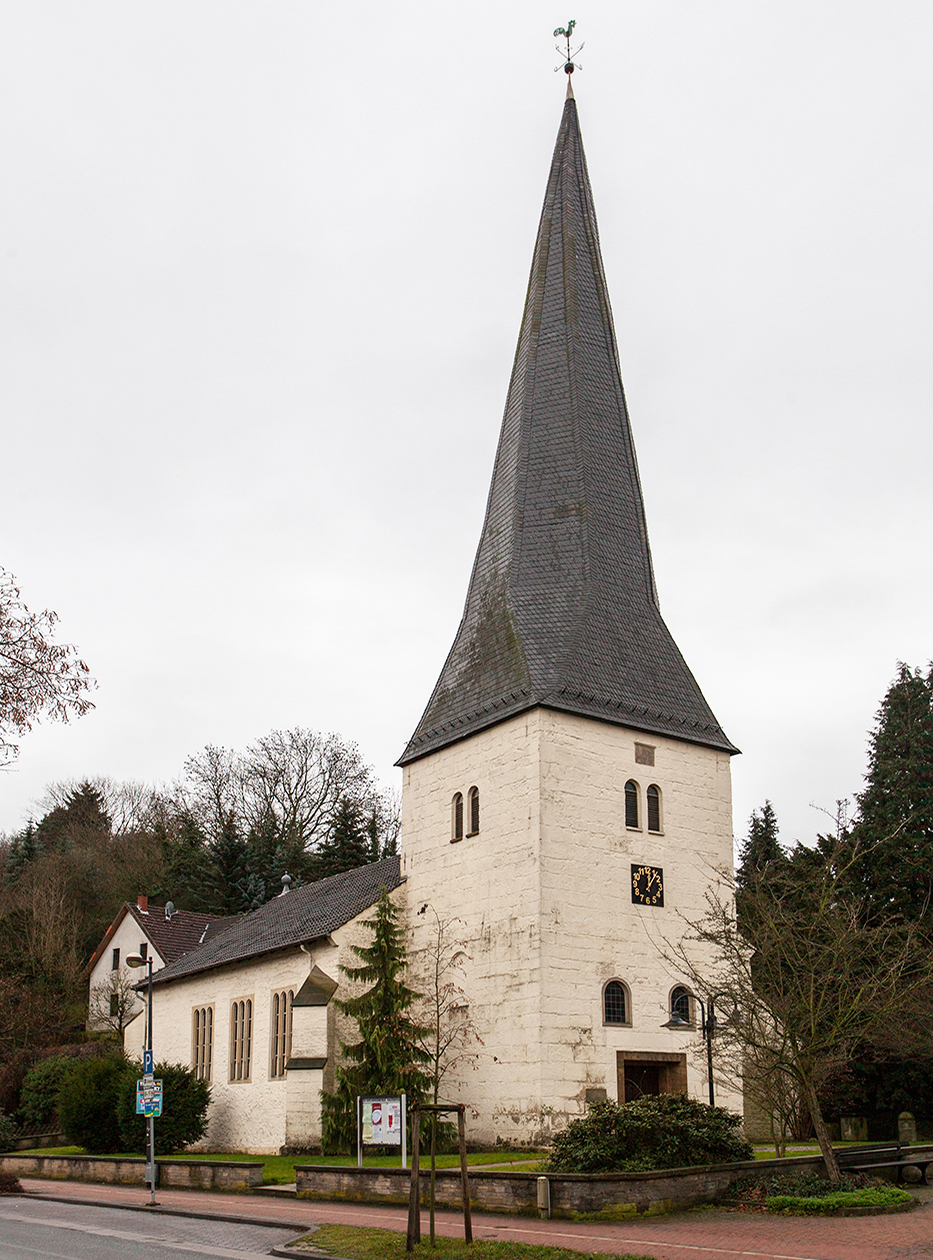
Evangelisch-lutherische Kirche Hausberge

## Religion

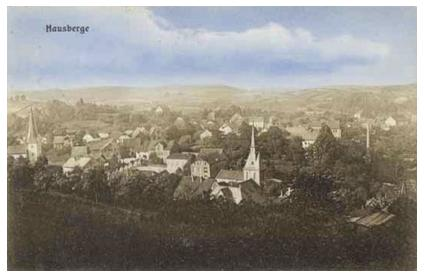
Hausberge 1909 mit beiden Kirchen (Ansichtskarte)

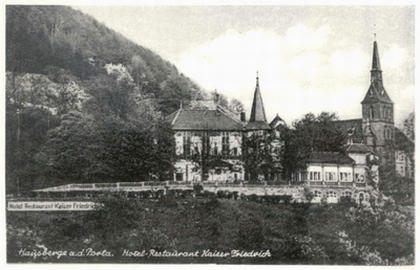
Die ehemalige katholische Kirche St. Walburga, 1900 (Ansichtskarte)

Hausberge ist im Mittelalter (1392?) als eigenständige Parochie von Holzhausen an der Porta abgepfarrt worden; diese umfasste neben Hausberge auch den westlichen Teil von Lohfeld und das westlich der Weser gelegene, im 19. Jahrhundert allerdings nach Barkhausen an der Porta umgepfarrte Gut Wedigenstein. Die Einführung der (lutherisch geprägten) Reformation in Hausberge fand allem Anschein nach in der Mitte des 16. Jahrhunderts (wohl nicht vor 1555) statt. Die im östlichen Teil Lohfelds wohnenden Evangelischen gehören seit 1964 zur Evangelisch-Lutherischen Kirchengemeinde Hausberge; zuvor wurde der östliche Teil Lohfelds von Evangelisch-Lutherischen Kirchengemeinde Eisbergen aus kirchlich versorgt. Seit 1. Juni 2007 ist zwischen der Evangelisch-Lutherischen Kirchengemeinde Hausberge und der Evangelischen Kirchengemeinde Veltheim eine pfarramtliche Verbindung eingerichtet; für die seelsorgliche Betreuung des größten Teils der evangelischen Gemeindeglieder in Lohfeld ist seitdem der Veltheimer Pfarrstelleninhaber zuständig. Die römisch-katholischen Gemeindemitglieder in Hausberge gehören zur Katholischen Kirchengemeinde St. Walburga Hausberge, deren Parochie das Gebiet der gesamten Stadt Porta Westfalica umfasst. Zudem gibt es in Hausberge Gottesdienststätten der Neuapostolischen Kirche und der Zeugen Jehovas. An die ehemalige jüdische Gemeinde von Hausberge erinnert der vermutlich im 17. Jahrhundert entstandene und heute unter Denkmalschutz stehende jüdische Friedhof an der Kempstraße mit dem Mausoleum der Familie Michelsohn.

## Bauwerke
- Evangelisch-lutherische Kirche Hausberge Der schlichte Saalbau mit Maßwerkfenstern und polygonalem Schluss wurde zwischen 1624 und 1626 im Kirchsiek errichtet. 1927 wurde ein nicht mehr vorhandener Anbau mit einer Gedenkstätte zur Ehrung der Gefallenen des Ersten Weltkrieges erstellt. Der 1599 errichtete Turm im Westen der Kirche erhielt 1888 einen Spitzhelm. Das von einer Holzdecke überspannte Innere der Kirche enthält an der Nordwand zwei Steinepitaphien aus der Zeit vor der Errichtung der Kirche. Auch der kelchförmige, achteckige, steinerne Taufstein dürfte älter als die Kirche sein. Das am Altar angebrachte Kruzifix gehört allem Anschein nach zur Erstausstattung der Kirche. 1963 wurde die Kirche zuletzt grundlegend renoviert und in ihrem Grundriss weitgehend auf den Zustand bei ihrer Errichtung im Dreißigjährigen Krieg zurückgeführt. Auch die Innenausstattung und die Buntverglasung der Fenster einschließlich des zentralen Christusfensters im Chor wurden erneuert. Ein noch erhaltenes Reststück der früheren Buntverglasung wurde 2006 restauriert und befindet sich jetzt in dem der Kirche gegenüber gelegenen, 2000/2001 errichteten Gemeindehaus, dem Ferdinand-Huhold-Haus. Ein Wappenstein des für die Einführung der Reformation im Bistum Minden wichtigen Bischofs Hermann von Schaumburg, der seine Amtsgeschäfte zeitweise von der Hausberger Schalksburg aus wahrnahm, wurde bei deren Abbruch sichergestellt und befindet sich an der inneren Nordwand des Turmes.

- Schalksburg[10] Von der einst umfangreichen, ab 1708 abgebrochenen Schlossanlage sind nur noch geringe bauliche Reste erhalten, darunter das ehemalige Torhaus. Der eingeschossige Bruchsteinbau über halb eingetieftem Kellergeschoss wurde wohl noch vor 1562 errichtet. Das Dachwerk wurde 1663 umfassend erneuert. Die unmittelbar anschließende Drostenwohnung entstand 1708 als zweigeschossiger verputzter Massivbau, dessen Obergeschoss zum Teil in Fachwerk ausgeführt ist. Größere Umbauten wurden 1813 vorgenommen. Die alte Innenaufteilung wurde im Zuge der zu Beginn der 1990er Jahre durchgeführten Sanierung weitgehend zerstört; dabei ging auch die noch vorhandene originale Bausubstanz weitgehend verloren. Die nähere Umgebung des Baudenkmals ist inzwischen durch historisierende Neubauten entwertet, die das einstige Schlossareal besetzen.
- Straßenerweiterungen und Sanierungsmaßnahmen haben den historischen Ortskern von Hausberge in den vergangenen Jahren einschneidend verändert. Unter den wenigen noch vorhandenen Fachwerkbauten des 17. bis 19. Jahrhunderts ragt Kiekenbrink 1 hervor, ein langgestrecktes, malerisch am Hang gelegenes Gebäude über hohem Sockelgeschoss, das mit 1624 bezeichnet ist. Erwähnenswert sind ferner Hauptstraße 29 (bezeichnet 1623) und Nr. 33 (Gaststätte Alt Hausberge). Letzteres geht auf einen um 1550 entstandenen eingeschossigen Bau zurück, der im Laufe des 17. Jahrhunderts zu seiner jetzigen zweigeschossigen Form erweitert wurde. 1982–1986 wurde das stark vernachlässigte Haus saniert und das unter Putz liegende Fachwerk wieder freigelegt.
- Von den Burgmannshöfen sind lediglich noch der Hof von Langen und der Hof Tönsmeier an der Hauptstraße vorhanden. Ersterer stellt sich als stattlicher zweigeschossiger Fachwerkbau dar, der am Außenbau mit 1657 bezeichnet ist. Er wurde 1986 umfassend renoviert.

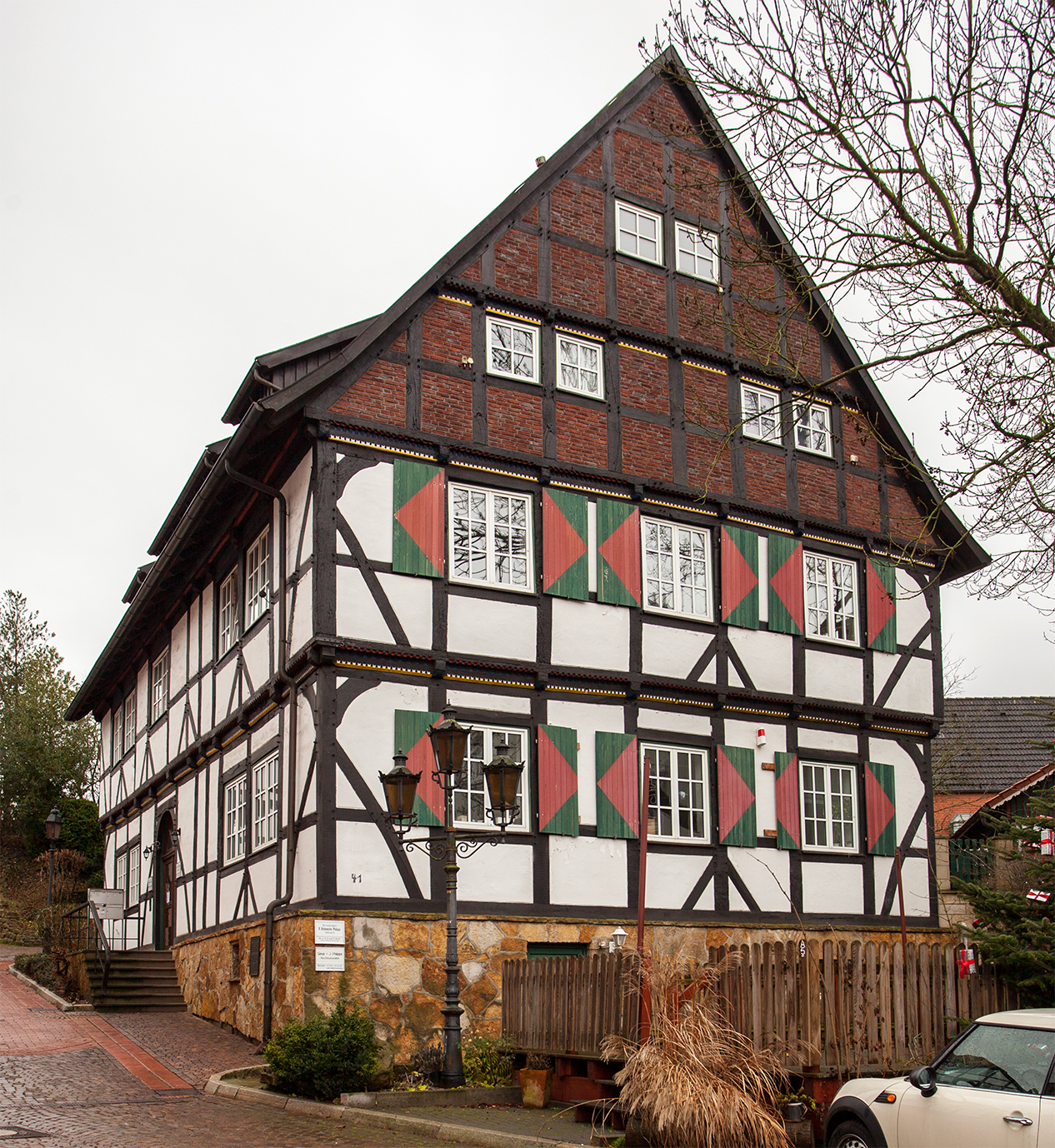
von Langen’scher Burgmannshof
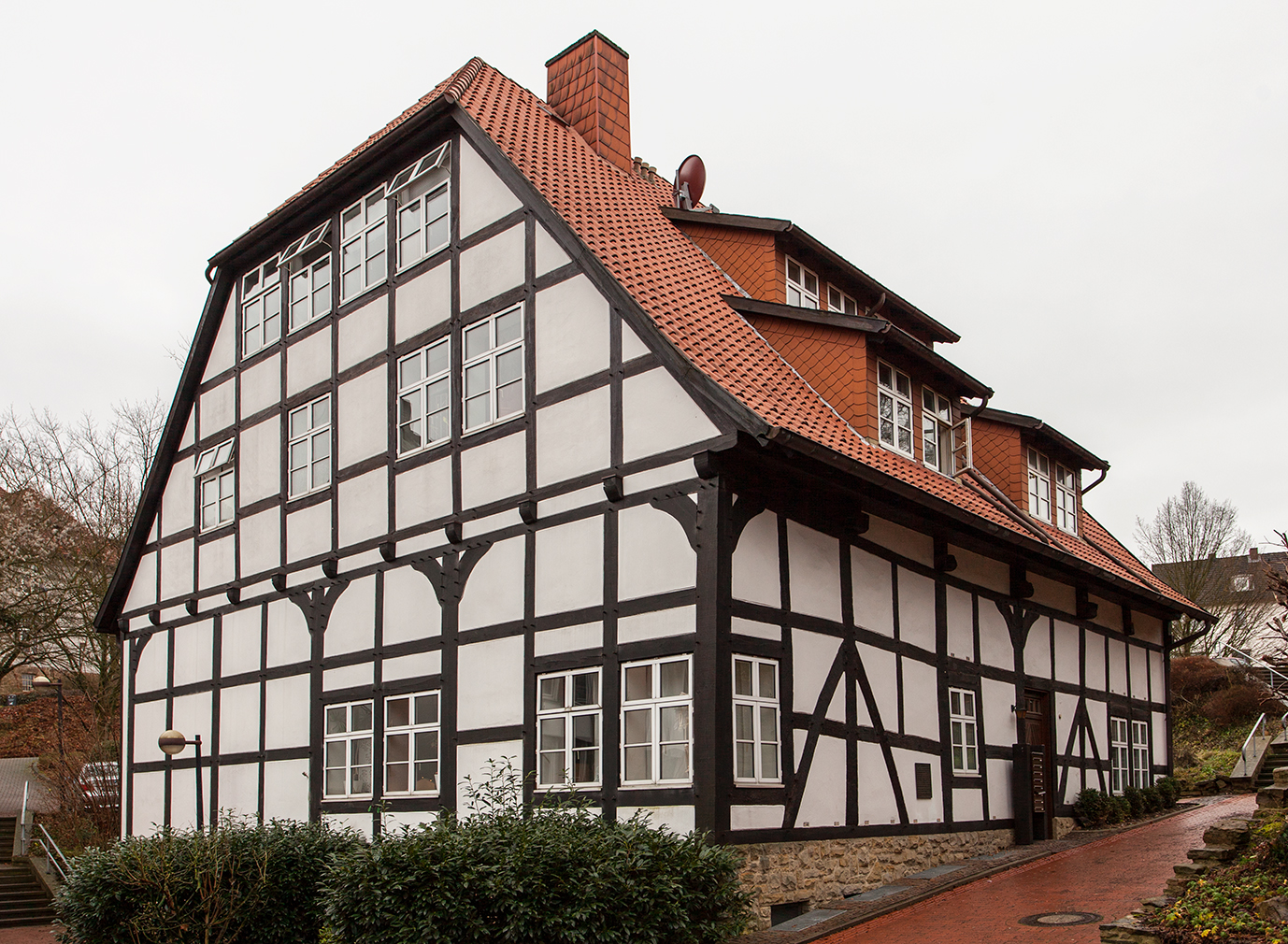
Hof Tönsmeier
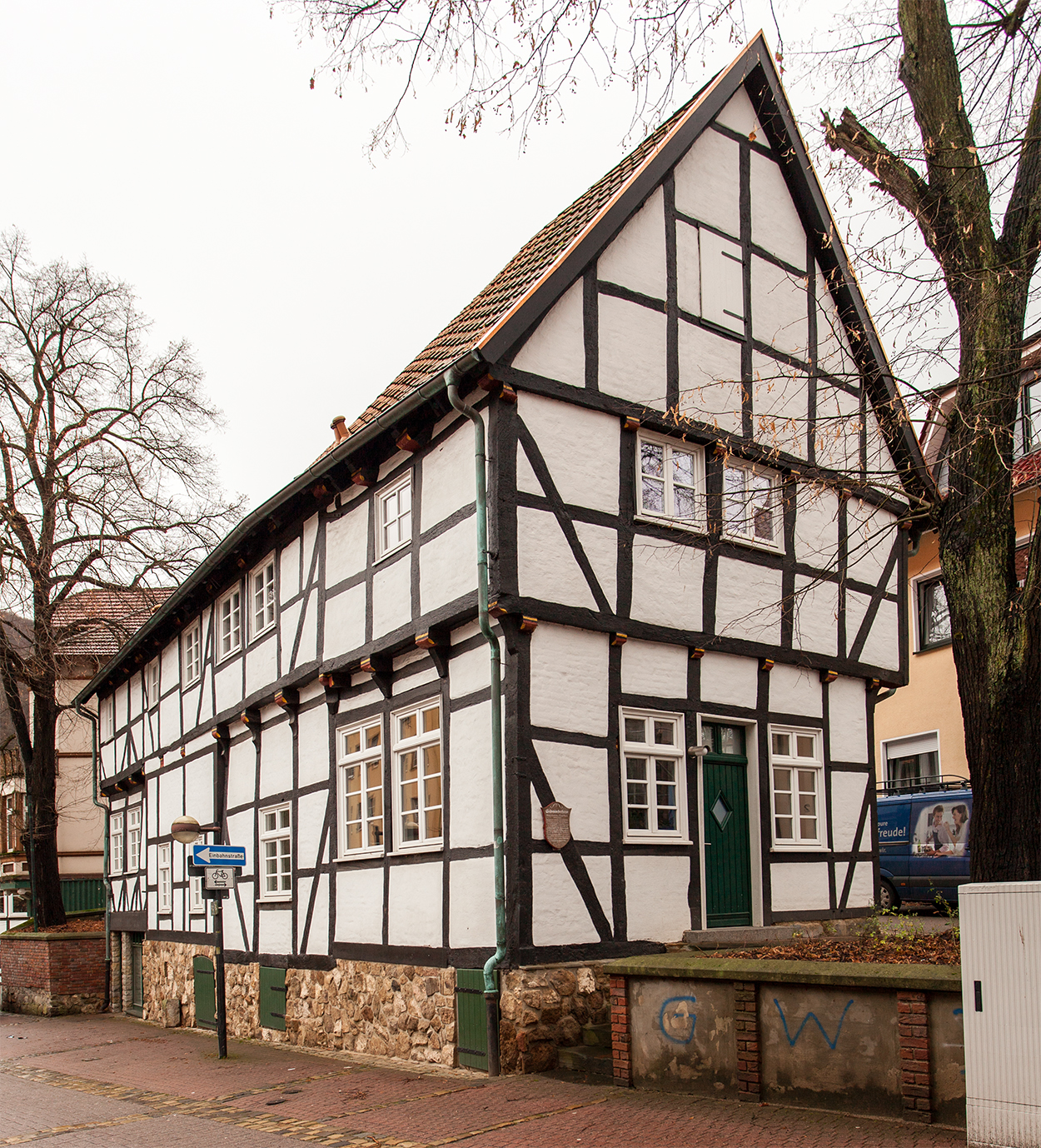
Kiekenbrink 1
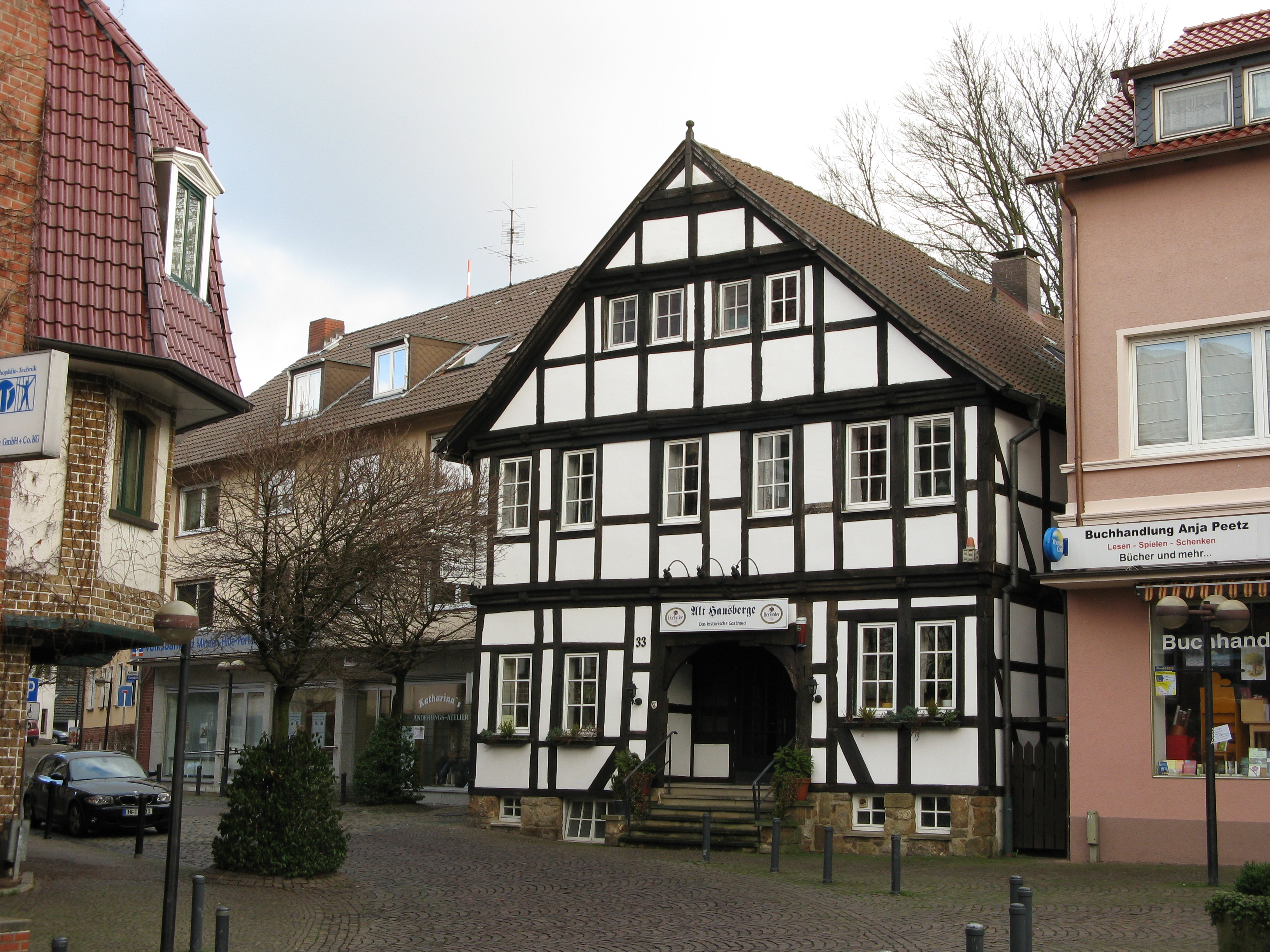
Gaststätte Alt Hausberge
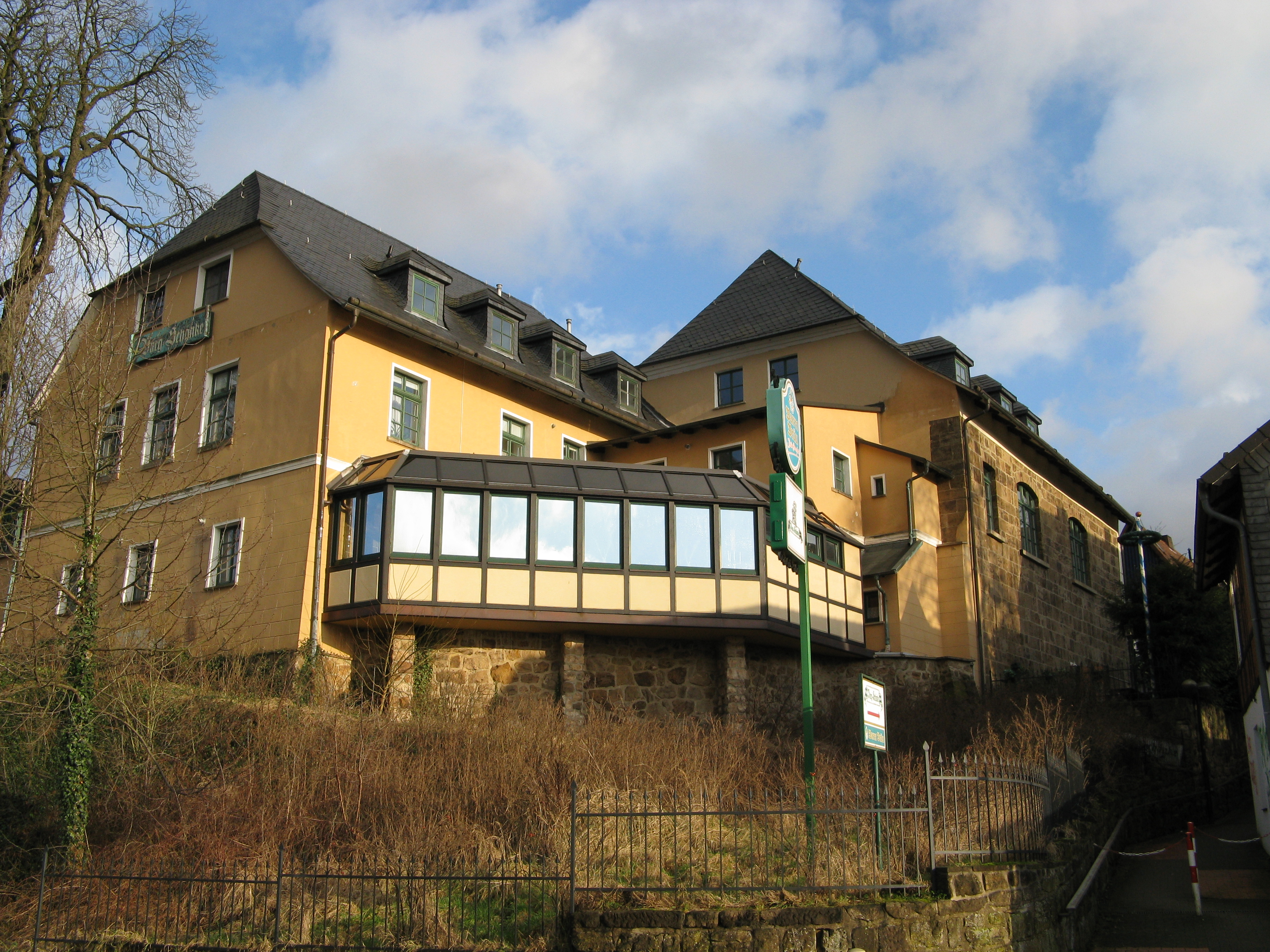
Schalksburg

## Verkehr
Die Stadt Hausberge wurde durch den Bau der Köln-Mindener Eisenbahn 1848 erschlossen. Im Durchbruchstal der Porta Westfalica baute man nach mehreren Weserverlegungen den Bahnhof Porta. In unmittelbarer Nähe zum Bahnhof wurde auch eine Weserbrücke Porta zum Stadtteil Barkhausen am gegenüberliegenden Ufer gebaut. Die Standorte von Bahnhof und Weserbrücke sind im 20. Jahrhundert bei Neubauten etwas verlegt worden. Zuvor war hier die Weser auf einer Fähre Porta überquert worden.

## Persönlichkeiten
Söhne und Töchter der Stadt
- Johann Bocerus (1523–1565), Dichter und Historiker
- Johann Georg Lohmeyer († 1680), Hochschullehrer an der Universität Rinteln und Rektor des Hildesheimer Gymnasiums Andreaneum und des Magdeburger Domgymnasiums
- Siegmund Moritz Wilhelm von Langen (1706–1758), preußischer Stabsoffizier
- Julius von Voigts-Rhetz (1822–1904), preußischer Offizier, zuletzt General der Artillerie
- Hermann Braun (1862–1908), deutscher Maler und Grafiker
- Helmuth Schlömer (1893–1995),  Offizier, zuletzt Generalleutnant im Zweiten Weltkrieg
- Walter Möller (1906–1969), Politiker der NSDAP und der FDP
- Manfred Dammeyer (* 1939), Pädagoge und Politiker (SPD)
- Ulrich Daldrup (* 1947), Wissenschaftler, Politiker (CDU) und ehemaliger Bürgermeister der Stadt Aachen